# Comuna de Bałtów
Bałtów (polaco: Gmina Bałtów) é uma gminy (comuna) na Polónia, na voivodia de Santa Cruz e no condado de Ostrowiecki. A sede do condado é a cidade de Bałtów.
De acordo com os censos de 2004, a comuna tem 4044 habitantes, com uma densidade 38,5 hab/km².

## Área
Estende-se por uma área de 104,92 km², incluindo:
- área agricola: 54%
- área florestal: 41%

## Demografia
Dados de 30 de Junho 2004:
|                      | Total   | Total | Mulheres | Mulheres | Homens  | Homens |
| -------------------- | ------- | ----- | -------- | -------- | ------- | ------ |
|                      | pessoas | %     | pessoas  | %        | pessoas | %      |
| População            | 4044    | 100   | 2012     | 49,8     | 2032    | 50,2   |
| Densidade (pop./km²) | 38,5    | 100   | 19,2     | 19,2     | 19,4    | 19,4   |

De acordo com dados de 2005, o rendimento médio per capita ascendia a 2005,23 zł.

## Comunas vizinhas
- Bodzechów, Ćmielów, Sienno, Tarłów